# كيب كورال
كيب كورال (بالإنجليزية: Cape Coral)‏ هي مدينة أمريكية تقع في ولاية فلوريدا. ويبلغ عدد سكانها 154305 نسمة حسب إحصاء سنة 2010 م 154305.

## المناخ
يظهر الجدول التالي التغييرات المناخية على مدار السنة لكيب كورال:
| البيانات المناخية لـكيب كورال       | البيانات المناخية لـكيب كورال | البيانات المناخية لـكيب كورال | البيانات المناخية لـكيب كورال | البيانات المناخية لـكيب كورال | البيانات المناخية لـكيب كورال | البيانات المناخية لـكيب كورال | البيانات المناخية لـكيب كورال | البيانات المناخية لـكيب كورال | البيانات المناخية لـكيب كورال | البيانات المناخية لـكيب كورال | البيانات المناخية لـكيب كورال | البيانات المناخية لـكيب كورال | البيانات المناخية لـكيب كورال |
| الشهر                               | يناير                         | فبراير                        | مارس                          | أبريل                         | مايو                          | يونيو                         | يوليو                         | أغسطس                         | سبتمبر                        | أكتوبر                        | نوفمبر                        | ديسمبر                        | المعدل السنوي                 |
| ----------------------------------- | ----------------------------- | ----------------------------- | ----------------------------- | ----------------------------- | ----------------------------- | ----------------------------- | ----------------------------- | ----------------------------- | ----------------------------- | ----------------------------- | ----------------------------- | ----------------------------- | ----------------------------- |
| الدرجة القصوى °ف (°م)               | 90 (32)                       | 92 (33)                       | 93 (34)                       | 96 (36)                       | 99 (37)                       | 103 (39)                      | 101 (38)                      | 100 (38)                      | 98 (37)                       | 95 (35)                       | 95 (35)                       | 90 (32)                       | 103 (39)                      |
| متوسط درجة الحرارة الكبرى °ف (°م)   | 75 (24)                       | 77 (25)                       | 80 (27)                       | 85 (29)                       | 89 (32)                       | 92 (33)                       | 92 (33)                       | 92 (33)                       | 91 (33)                       | 87 (31)                       | 81 (27)                       | 77 (25)                       | 84 (29)                       |
| المتوسط اليومي °ف (°م)              | 64 (18)                       | 65 (18)                       | 70 (21)                       | 73 (23)                       | 78 (26)                       | 82 (28)                       | 83 (28)                       | 83 (28)                       | 82 (28)                       | 77 (25)                       | 71 (22)                       | 66 (19)                       | 75 (24)                       |
| متوسط درجة الحرارة الصغرى °ف (°م)   | 54 (12)                       | 56 (13)                       | 59 (15)                       | 63 (17)                       | 69 (21)                       | 74 (23)                       | 75 (24)                       | 75 (24)                       | 74 (23)                       | 69 (21)                       | 62 (17)                       | 56 (13)                       | 65 (18)                       |
| أدنى درجة حرارة °ف (°م)             | 27 (−3)                       | 27 (−3)                       | 33 (1)                        | 39 (4)                        | 50 (10)                       | 58 (14)                       | 66 (19)                       | 65 (18)                       | 63 (17)                       | 45 (7)                        | 34 (1)                        | 24 (−4)                       | 24 (−4)                       |
| الهطول إنش (مم)                     | 1.94 (49)                     | 2.24 (57)                     | 2.88 (73)                     | 2.18 (55)                     | 2.65 (67)                     | 10.09 (256)                   | 9.04 (230)                    | 10.14 (258)                   | 8.31 (211)                    | 2.88 (73)                     | 1.96 (50)                     | 1.71 (43)                     | 56.02 (1٬423)                 |
| متوسط أيام هطول الأمطار (≥ 0.01 in) | 7                             | 8                             | 7                             | 6                             | 10                            | 18                            | 22                            | 22                            | 20                            | 11                            | 7                             | 7                             | 145                           |
| المصدر: Bestplaces.net              |                               |                               |                               |                               |                               |                               |                               |                               |                               |                               |                               |                               |                               |

## أعلام
- بيل فيشر
- جيم فريمان
- لي بينيت هوبكينز
- هارون لونش
- كوري لونش